# Alexandros Khrisafos
Alexandros Khrisafos foi um nadador grego. Ele participou dos Jogos Olímpicos de Verão de 1896, em Atenas.
Khrisafos competiu na prova dos 100 metros livre, porém seu tempo e posição são desconhecidos.